# Club Deportivo Burriana
El C. D. Burriana es un club de fútbol español del municipio de Burriana (Castellón) España. Fue fundado en 1949, y actualmente juega en Tercera Federación - Grupo V.

## Historia
En los años 20, ya existía en Burriana un equipo representativo de la ciudad, y sus comienzos fueron muy buenos. Pero, no fue hasta 1949, cuando aparece el C.D. Burriana (bajo el nombre de Sociedad Deportiva Burriana). 
Tras militar numerosas veces en Tercera División y en las Divisiones Regionales del campeonato español, consigue ascender a la 2.ª División B en la temporada 1999/00 (descendiendo en la temporada siguiente). En la temporada 2001/02, vuelve a clasificarse para jugar la liguilla de ascenso a la 2.ªB (tras proclamarse campeón del grupo VI de Tercera División), pero esta vez no consigue ascender a la categoría de bronce del fútbol nacional. Descendiendo a regional preferente pocos años después, en 2010 jugó la promoción para el ascenso a tercera división sin lograrlo. Finalmente, en la temporada 2011/12, asciende a Tercera División de España, el año pasado (25 de junio de 2023) el Burriana volvió a ascender con un partido donde Rodrigo López Marcó(Portero del Burriana) paró un penalti, rebotando a Alberto Chicote que consiguió recorrer el campo entero y conseguir el gol de la victoria . Aunque no tardarían en volver a descender.

## Uniforme
- Uniforme titular: Camiseta azul, pantalón blanco y medias azules.
- Segundo uniforme: Camiseta naranja, pantalón negro y medias negras.

## Datos del club
- Temporadas en 2.ª: 0
- Temporadas en 2ª B: 1
- Temporadas en 3.ª: 29
- Temporadas en Divisiones Regionales: 33
- Mejor puesto en la liga: 17.º (2.ª B: temporada 2000-01)

## Palmarés
- Campeón Tercera División (1): 2001-02
- Campeón Regional Preferente (3): 1981/82, 1995/1996, 2011/2012
- Subcampeón del Campeonato de España de Aficionados (1): 1954

## Trayectoria
| Temporada       | Categoría     | Puesto | Copa del Rey | Copa Federación |
| --------------- | ------------- | ------ | ------------ | --------------- |
| 1952/53 1953/54 | D. Regionales |        | -            | -               |
| 1954/55         | 3.ª División  | 3.º    | -            |                 |
| 1955/56         | 3.ª División  | 6.º    | -            |                 |
| 1956/57         | 3.ª División  | 5.º    | -            |                 |
| 1957/58         | 3.ª División  | 12.º   | -            |                 |
| 1958/59         | 3.ª División  | 16.º   | -            |                 |
| 1959/60 1963/64 | D. Regionales |        | -            |                 |
| 1964/65         | 3.ª División  | 8.º    | -            |                 |
| 1965/66         | 3.ª División  | 4.º    | -            |                 |
| 1966/67         | 3.ª División  | 4.º    | -            |                 |
| 1967/68         | 3.ª División  | 12.º   | -            |                 |
| 1968/69 1981/82 | D. Regionales |        | -            |                 |
| 1982/83         | 3.ª División  | 4.º    | -            |                 |
| 1983/84         | 3.ª División  | 4.º    | 2.ªR.        |                 |
| 1984/85         | 3.ª División  | 3.º    | 1.ªR.        |                 |
| 1985/86         | 3.ª División  | 8.º    | 1.ªR.        |                 |
| 1986/87         | 3.ª División  | 12.º   | 1.ªR.        |                 |
| 1987/88         | 3.ª División  | 3.º    | -            |                 |

| Temporada       | Categoría      | Puesto | Copa del Rey | Copa Federación |
| --------------- | -------------- | ------ | ------------ | --------------- |
| 1988/89         | 3.ª División   | 2.º    | -            |                 |
| 1989/90         | 3.ª División   | 3.º    | -            |                 |
| 1990/91         | 3.ª División   | 3.º *  | 2.ªR.        |                 |
| 1991/92         | 3.ª División   | 16.º   | 1.ªR.        |                 |
| 1992/93 1995/96 | D. Regionales  |        | -            | -               |
| 1996/97         | 3.ª División   | 6.º    | -            | -               |
| 1997/98         | 3.ª División   | 6.º    | -            | -               |
| 1998/99         | 3.ª División   | 6.º    | -            | -               |
| 1999/00         | 3.ª División   | 2.º    | -            |                 |
| 2000/01         | 2.ª División B | 17.º   | 1/32         | -               |
| 2001/02         | 3.ª División   | 1º *   | -            | -               |
| 2002/03         | 3.ª División   | 17.º   | 1.ªR.        | 1/16            |
| 2003/04         | 3.ª División   | 12.º   | -            | -               |
| 2004/05         | 3.ª División   | 13.º   | -            | -               |
| 2005/06         | 3.ª División   | 19.º   | -            | -               |
| 2006/07 2011/12 | D. Regionales  |        | -            | -               |
| 2012/13         | 3.ª División   | 18.º   | -            | -               |
| 2013/14         | D. Regionales  | -      | -            | -               |

 (*) Clasificado Promoción de ascenso  